# Markthalle Étretat

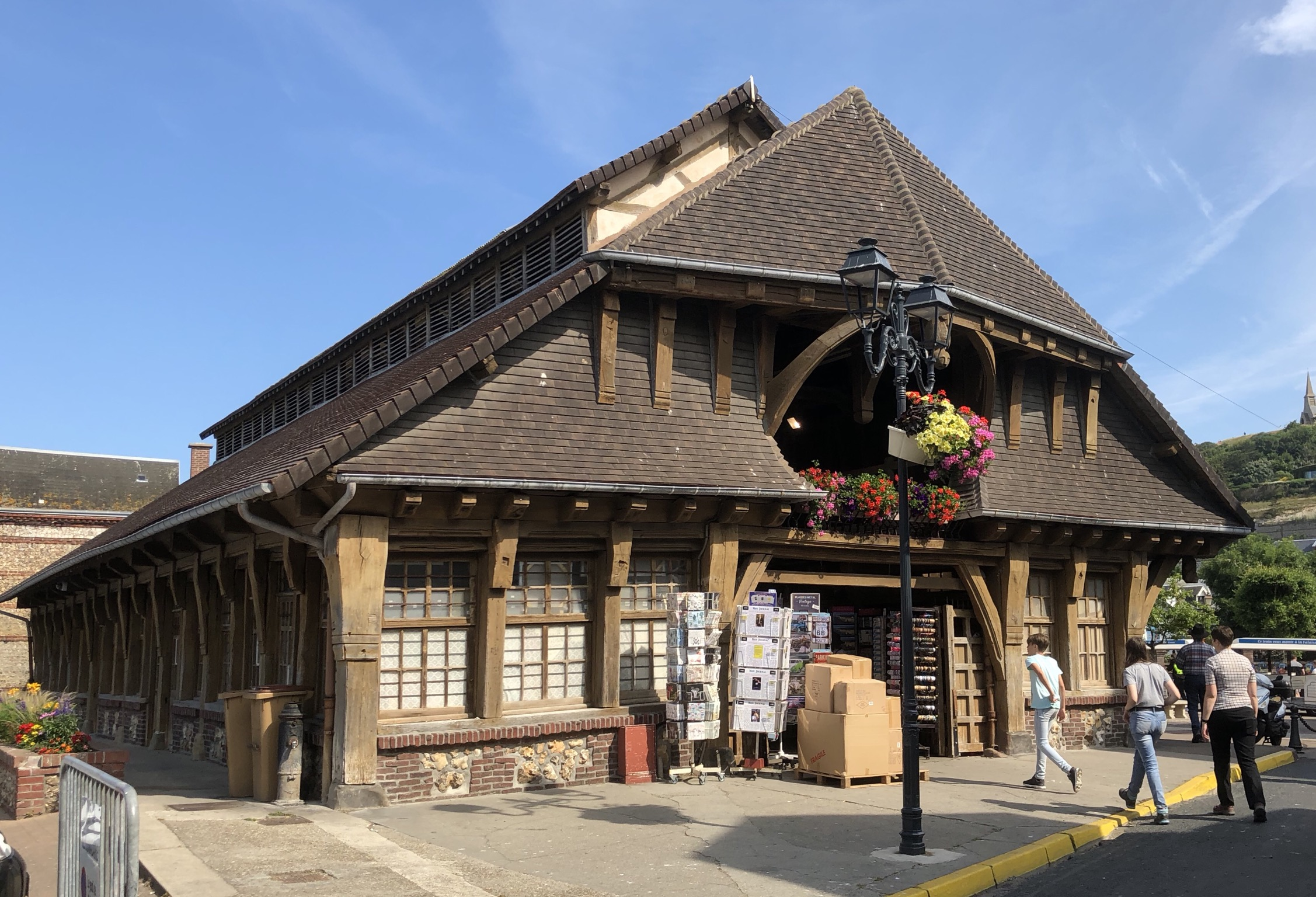
Markthalle Étretat, 2019

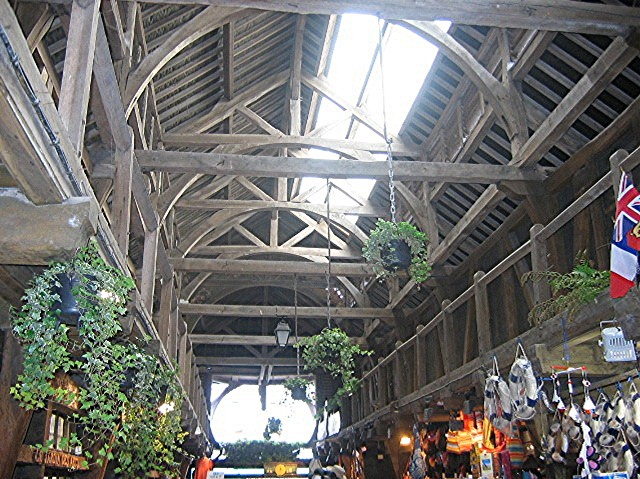
Innenansicht, 2004

Die Markthalle Étretat ist eine Markthalle im Seebad Étretat im französischen Département Seine-Maritime in der Normandie.
Sie befindet sich im Ortszentrum von Étretat an der Adresse Place Maréchal Foch 16.

## Geschichte und Architektur
An der Stelle der heutigen Markthalle befanden sich ursprünglich ein Gutshof sowie ein Kanal mit Brücke und ein Tunnel. Nach wiederholt aufgetretenen Hochwasserproblemen nach starken Regenfällen wurde der Tümpel zugeschüttet. An seiner Stelle entstand ein mit kleinen hölzernen Hütten versehener Marktplatz.
Der Bau der heutigen Markthalle wurde dann 1926 beschlossen. Das Holz zum Bau stammte aus der Stadt Brionne. Im Inneren der Halle befinden sich heute mehrere Läden, die insbesondere Souvenirs und regionale Produkte anbieten.
An der Halle befindet sich eine Gedenktafel, auf der des ehemaligen Militärhospitals Étretats in den beiden Weltkriegen gedacht wird.